# Laemostenus quadricollis
Laemostenus quadricollis is een keversoort uit de familie van de loopkevers (Carabidae). De wetenschappelijke naam van de soort werd voor het eerst geldig gepubliceerd in 1843 door Ludwig Redtenbacher.